# Incilius marmoreus
Incilius marmoreus är en groddjursart som först beskrevs av Wiegmann 1833.  Incilius marmoreus ingår i släktet Incilius och familjen paddor. IUCN kategoriserar arten globalt som livskraftig. Inga underarter finns listade i Catalogue of Life.